# Jugend forscht

Logo des Wettbewerbs

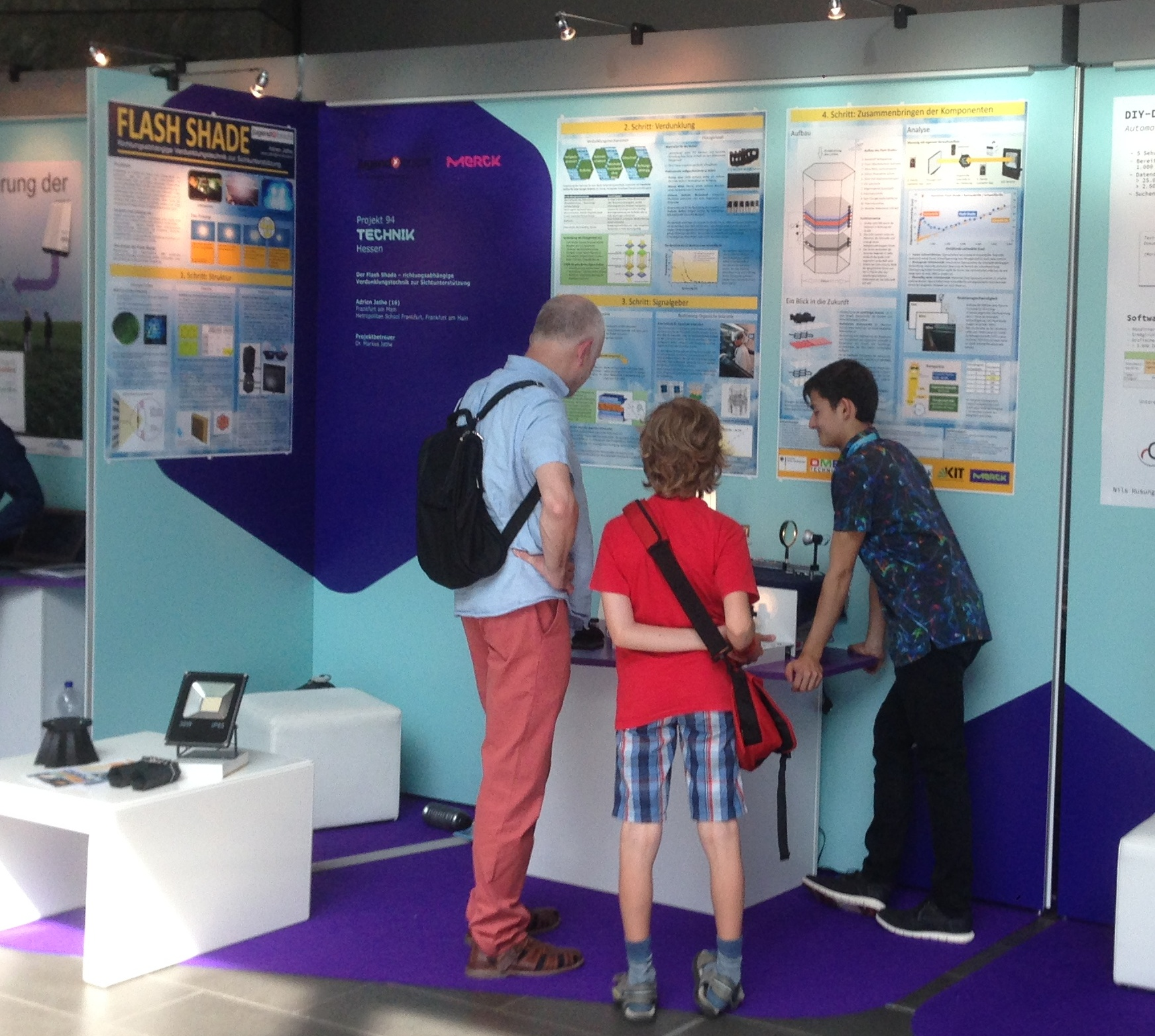
Jugend-Forscht-Bundeswettbewerb 2018 in Darmstadt: Präsentation einer Arbeit

Jugend forscht (informell kurz: Jufo) ist ein Schüler- und Jugendwettbewerb im Bereich Naturwissenschaften und Technik und gilt als der bekannteste in Deutschland.
Er wurde 1965 vom damaligen Stern-Chefredakteur Henri Nannen initiiert.
Veranstalter des alljährlich stattfindenden Wettbewerbs Jugend forscht ist die Stiftung Jugend forscht e. V., die Ausrichtung der einzelnen Regional- und Landeswettbewerbe erfolgt zusammen mit Patenunternehmen, der Bundeswettbewerb wird jährlich wechselnd bei einem Bundespatenunternehmen ausgetragen.
Die Teilnehmer bearbeiten Projekte zu von ihnen selbst gewählten Fragen aus dem MINT-Bereich und sie präsentieren der Wettbewerbsjury ihre Ergebnisse durch eine schriftliche Arbeit sowie beim eigentlichen Wettbewerb durch einen von ihnen gestalteten Stand und einen mündlichen Vortrag mit anschließender Befragung.

## Wettbewerb

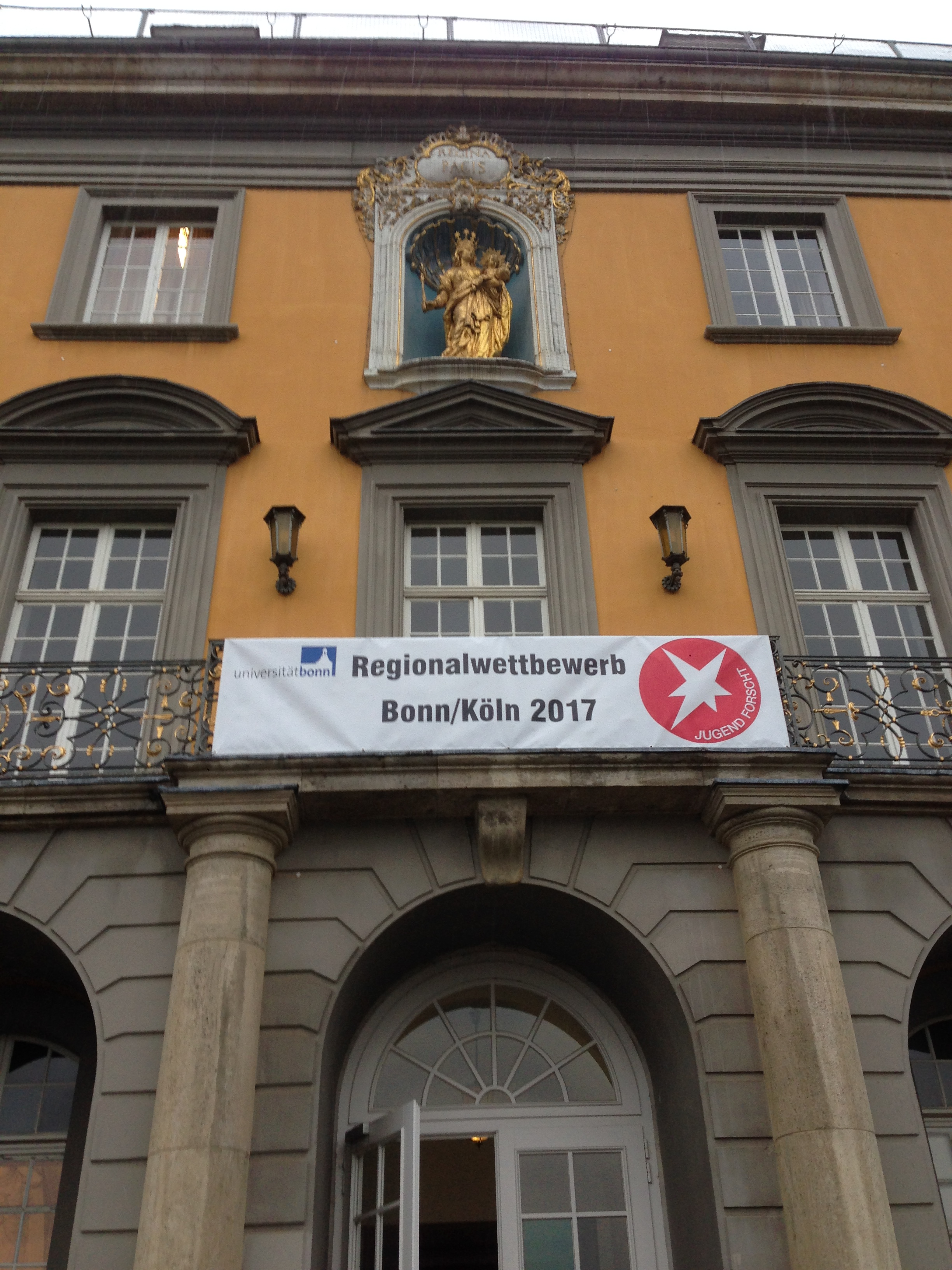
Banner für den Regionalwettbewerb an der Fassade der Universität Bonn

Der Wettbewerb gliedert sich in verschiedene Stufen. Zum Regionalwettbewerb (auch RW genannt) wird jede eingereichte Arbeit zugelassen, die nicht gegen die Regeln verstößt. Die jeweiligen Regionalsieger, die von einer Jury gekürt werden, qualifizieren sich für den Landeswettbewerb (auch LW genannt). Dort werden von einer Jury nochmals Landessieger bestimmt, die auf der höchsten Ebene dem Bundeswettbewerb (auch BuWe genannt) teilnehmen dürfen.
Jedes Fachgebiet hat eine eigene Jury, die die Projekte bewertet. Nicht selten – vor allem auf der Bundesebene – wird die schriftliche Arbeit der Teilnehmer von der Jury im Vorfeld des eigentlichen Wettbewerbs an Forschungsinstitute und Universitäten weitergeleitet, damit diese die Arbeit im Kontext aktueller Forschung begutachten.
In den Bundesländern Hamburg, Bremen und Schleswig-Holstein entfiel bis zum Jahr 2009 die Ebene des Regionalwettbewerbs, die Projekte begannen bis dahin gleich auf Landesebene. Seit dem Jahr 2009 werden bis auf Mecklenburg-Vorpommern und dem Saarland in allen Bundesländern Regional- und Landeswettbewerbe abgehalten.

### Teilnahmebedingungen
Eine Teilnahme an Jugend forscht ist bis zum Alter von 21 Jahren (Stichtag für das Alter ist der 30. November des Anmeldejahres) als Einzelperson oder in einer Gruppe von bis zu drei Personen möglich. Studierende dürfen lediglich innerhalb der ersten zwei Semester teilnehmen. Teilnehmer, die mindestens die 4. Klasse besuchen und jünger als 15 Jahre sind, nehmen in der Sparte Jugend forscht junior teil. Der Rest wird der Sparte Jugend forscht zugeordnet. Bei Gruppen ist das Alter des ältesten Gruppenmitglieds dafür entscheidend, in welcher Alterssparte die Gruppe startet.
Eine Arbeit kann nur in der Region angemeldet werden, in der die Teilnehmer wohnen, beziehungsweise in der Schule, einem Schülerforschungszentrum oder in der Ausbildung sind – bei Gruppen ist die Angabe des Gruppensprechers ausschlaggebend. Deutsche Schülerinnen und Schüler von deutschen Schulen im Ausland (z. B. Botschaftspersonal) und im grenznahen Ausland können ebenfalls teilnehmen; die entsprechenden Schulen und Regionen sind einem bestimmten Regional- und Landeswettbewerb zugeteilt.
Die Arbeiten müssen für eines der folgenden Fachgebiete angemeldet werden:
- Arbeitswelt
- Biologie
- Chemie
- Geo- und Raumwissenschaften
- Mathematik/Informatik
- Physik
- Technik

Arbeiten mit einem interdisziplinären Charakter nehmen in dem Fachgebiet teil, das am besten passt, können sich jedoch über diesen Sonderpreis zusätzlich für die Bundesebene qualifizieren. Die Teilnahme dort erfolgt dann wieder im entsprechenden Fachgebiet. Auf Regionalebene wird der Preis für die beste interdisziplinäre Arbeit nicht verliehen. Beim Landeswettbewerb kann ein Projekt diesen Sonderpreis erhalten und nimmt dann als Landessieger beim Bundeswettbewerb im eigentlichen Fachgebiet teil, sowie an der Vergabe des Preises der Bundesbildungsministerin für die beste interdisziplinäre Arbeit, welcher einem Bundessieg gleichgestellt ist.
In vielen Bundesländern gibt es sog. Sponsorpools, die Jugend forscht-Teilnehmer bei der Beschaffung von für ihre Projekte notwendigen Geräten oder Verbrauchsmaterialien finanziell unterstützen und ggf. auch Geräte bereitstellen.

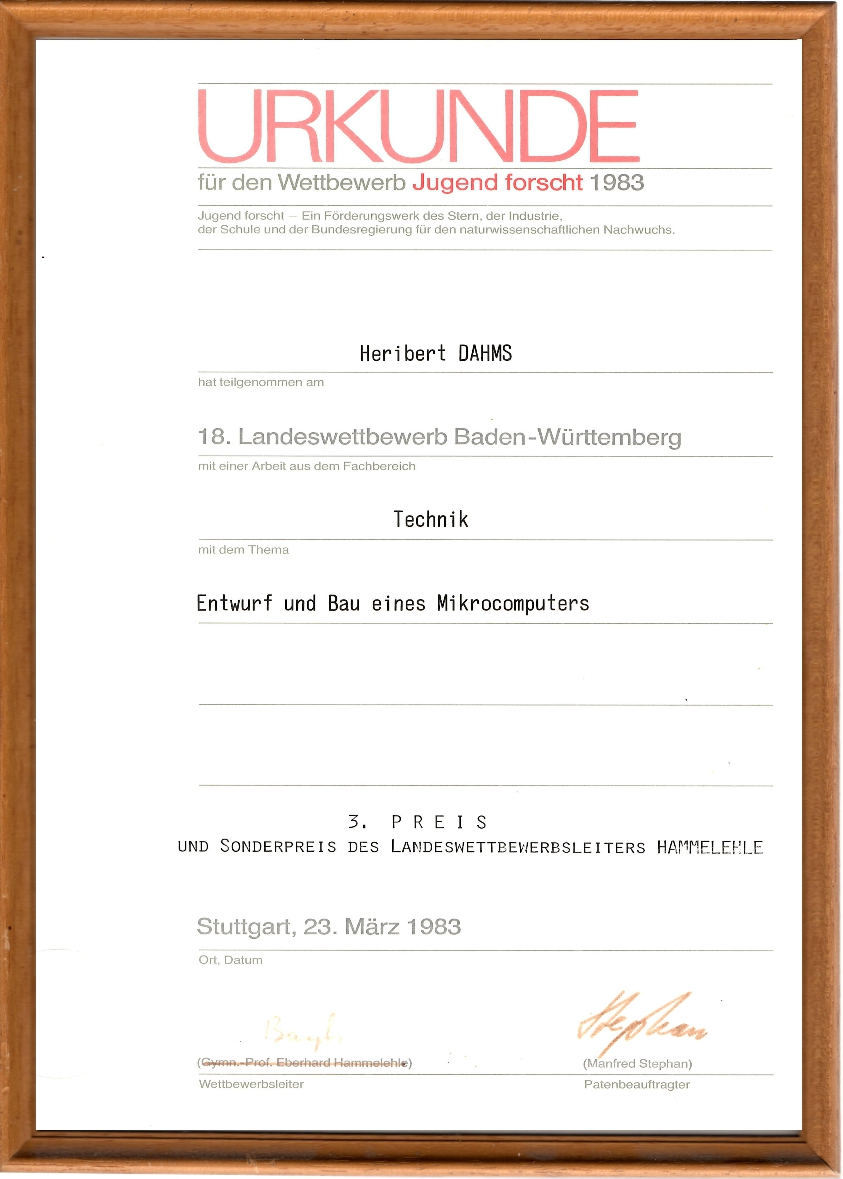
Auszeichnung aus dem Jahre 1983

Mit dem Start der 60. Wettbewerbsrunde 2025 wird die Zuhilfenahme von KI bei den Teilnehmern abgefragt und die jeweiligen Antworten bei der späteren Jurybewertung berücksichtigt.

### Preise und Belohnungen
Bei Jugend forscht können die Preisträger Geldbeträge, Sachpreise, Praktika oder Exkursionsreisen erhalten, welche von Sponsoren gestiftet werden.
Bei jugend forscht junior handelt es sich in der Regel um kleinere Geldbeträge, Praktika und Sachpreise.
Auf dem Bundeswettbewerb wird neben den Preisen in den Fachgebieten ein Preis für die beste interdisziplinäre Arbeit von der Deutschen Forschungsgemeinschaft vergeben.
Außerdem gibt es noch den Preis des Bundespräsidenten für die außergewöhnlichste Arbeit sowie den Preis des Bundeskanzlers für die originellste Arbeit.
Diese drei „Sonderpreise“ haben den gleichen Status wie ein Bundessieg in einem der Fachgebiete. Einige der Siegerarbeiten werden von der Bundesjury für die europäische Ebene zum European Union Contest for Young Scientists (nicht auf die EU beschränkt) nominiert.
Daneben gibt es auch auf dem Bundeswettbewerb eine Reihe von weiteren Sonderpreisen, die unabhängig vergeben werden. Des Weiteren qualifiziert ein erster Preis im Fachgebiet Mathematik beim Bundeswettbewerb zur Teilnahme an den Auswahlklausuren im Auswahlwettbewerb zur Internationalen Mathematik-Olympiade.
In vielen Bundesländern können Erfolge bei Jugend forscht als besondere Lernleistung schriftlich ins Abitur-Zeugnis eingetragen werden.
Die Voraussetzung dafür hängt von der Platzierung auf dem jeweiligen Landeswettbewerb ab.

## Beteiligungszahlen
Im ersten Jahr des Wettbewerbs (1966) wurden insgesamt 244 Anmeldungen gezählt (Jugend forscht und Schüler experimentieren zusammen). Im Rekordjahr 2014 waren es mehr als 12.000 Anmeldungen, wobei die meisten (2.871) auf das Fachgebiet Biologie entfielen. Danach folgten Technik (2.498), Chemie (2.205), Physik (1.694), Arbeitswelt (1.557), Mathe/Informatik (849) und schließlich Geo- und Raumwissenschaften (624).
Von den jährlich über 10.000 bundesweiten Teilnehmern (mit über 5.000 Projekten) erreichen typischerweise etwa 200 Teilnehmer (ca. 100 Projekte) als Landessieger den Bundeswettbewerb, wo dann 10 Projekte als Bundessieger ausgezeichnet werden.

## jugend forscht junior (bis 2024: Schüler experimentieren)

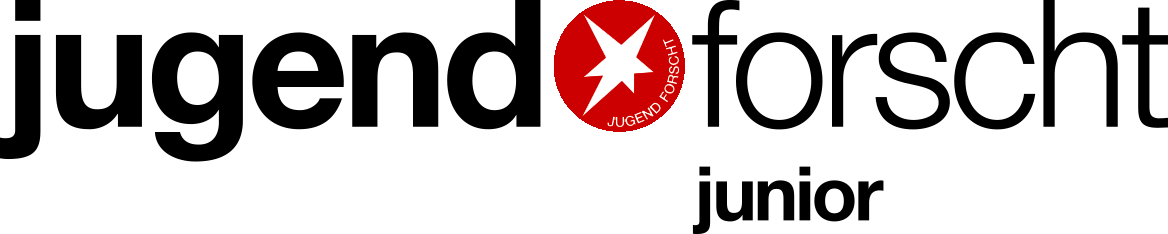
Logo von jugend forscht junior

Wer mindestens die vierte Klasse besucht und am 31. Dezember des Jahres jünger als 15 Jahre ist, kann bei jugend forscht junior (kurz: Jufo junior) teilnehmen.  Jufo junior-Teilnehmer nehmen ganz normal am Jugend forscht-Wettbewerb teil, werden aber gesondert in speziellen jugend forscht junior-Wettbewerben bewertet. Für jugend forscht junior Teilnehmer endet der Wettbewerb beim Landeswettbewerb.
Einen Sonderfall stellt die Hochstufung dar.
Ist eine jugend forscht junior-Arbeit so gut, dass die jugend forscht junior-Juroren der Meinung sind, sie könnte einen Preis bei Jugend forscht bekommen, kann sie intern zur Teilnahme an Jugend forscht hochgestuft werden. Dies wird allerdings nur dann auf der Regionalebene gemacht, wenn es erstens die jeweilige Arbeit hergibt und zweitens gewährleistet ist, dass sie bei Jugend forscht nicht untergeht. Eine spätere Hochstufung, z. B. auf dem
Landeswettbewerb, ist nicht möglich.
Gewinnt eine hochgestufte jugend forscht junior-Arbeit steigt sie zur jeweils nächsten Ebene – bis hin zum Jugend forscht-Bundeswettbewerb – auf.
In Ländern, in denen jugend forscht junior auf Regionalebene endet, können außergewöhnliche Jufo junior-Arbeiten zwar zum Landeswettbewerb Jugend forscht eingeladen werden, werden dort allerdings nur ausgestellt, aber nicht bewertet.
Bis zur 59. Wettbewerbsrunde hieß jugend forscht junior, Schüler experimentieren (kurz: SchüEx). Mit dem Start der 60. Wettbewerbsrunde 2025 wurde die alte Marke aufgegeben und durch jugend forscht junior ersetzt.
Ziel ist eine Vereinheitlichung der Marken unter dem Label jugend forscht.

## Lokale Besonderheiten
Eine Sonderstellung nehmen die Landeswettbewerbe in Mecklenburg-Vorpommern ein. Da dieses Bundesland eine recht kleine Bevölkerungszahl hat, gibt es bisher hier nur einen Landeswettbewerb, an dem alle Jufo-Arbeiten wie auch alle Jufo junior-Arbeiten teilnehmen. Trotzdem hat das kleine Bundesland Bremen mehr Teilnehmer als die meisten anderen Länder. Dies hat dazu geführt, dass das Land Bremen mit Beginn der Wettbewerbsrunde 2009 drei Regionalwettbewerbe eingeführt hat, an denen, wie schon beim Landeswettbewerb, sowohl alle Jufo-Arbeiten, als auch alle Jufo junior-Arbeiten teilnehmen.
Auch im Saarland gibt es keine Regionalwettbewerbe, die Arbeiten steigen gleich auf Landesebene ein. Allerdings findet der Landeswettbewerb jugend forscht junior, wie in Hamburg bis 2008, zeitlich getrennt vom Landeswettbewerb Jugend forscht statt. Im Saarland steigen die Sieger der Fachgebiete von jugend forscht junior (und evtl. eine interdisziplinäre Arbeit) zum Jugend forscht-Landeswettbewerb auf und nehmen dort wie die anderen Jufo-Arbeiten teil. In allen anderen Ländern ist jugend forscht junior eine strikt von Jugend forscht getrennte Schiene und endet spätestens auf Landes-, in einigen Ländern auch auf Regionalebene.
Eine weitere Besonderheit bei den Regional- und Landeswettbewerben in Bremen und im Saarland sind die Juryberater. Als Juryberater fungieren ehemalige Teilnehmer (bevorzugt Landessieger), die mit ihrer Erfahrung, auch in Hinblick auf den Bundeswettbewerb, die Jury unterstützen. Als „Brückenglied“ zwischen Jury und Teilnehmern sollen insbesondere die Juryberater den Teilnehmern nach dem Wettbewerb Rückmeldung (konstruktive Kritik) geben und die Landessieger bei der Vorbereitung zum Bundeswettbewerb unterstützen.
Der größte aller Regionalwettbewerbe ist der Wettbewerb von Bremen-Mitte (Stadtgebiet von Bremen ohne Bremen-Nord). Er ist damit größer als die meisten der Landeswettbewerbe und hat sogar mehr Teilnehmer als viele Flächenländer. Das Bundesland mit den meisten Anmeldungen ist Bayern.

## Stiftung Jugend forscht e.V.
Veranstalter des alljährlich stattfindenden Wettbewerbs Jugend forscht ist die Stiftung Jugend forscht e. V. Sie besitzt kein eigenes Vermögen und wird deshalb vom Bundesministerium für Bildung und Forschung und dem Gründer von Jugend forscht, dem Stern, finanziert.
Um den Wettbewerb durchführen zu können, ist die Stiftung auf Patenunternehmen, Preisstifter und Förderer angewiesen, die den Wettbewerb organisieren und außerdem die Preise stiften. Vorsitzende des Kuratoriums, das der Stiftung vorsitzt, ist die Bundesministerin für Bildung und Forschung.

### Geschäftsführer
- 1976–1987: Marianne Tidick[8]
- 1988–2009: Uta Krautkrämer-Wagner
- 2009–2010: Jörg F. Maas
- 2011–2023: Sven Baszio
- 2023–2024: Katarina Keck[9]
- seit 1. Oktober 2024: Jessica Bönsch[10]

### Dokumentation
Die Stiftung Jugend forscht dokumentiert die Sieger/Teilnehmer des Bundeswettbewerbs in einer Datenbank mit einer Kurzfassung und z. T. mit einem Foto der Teilnehmer.
Die Zeitschrift Junge Wissenschaft veröffentlicht seit 1986 viermal im Jahr Arbeiten von Jugend-forscht-Teilnehmern. Die eingereichten Arbeiten durchlaufen dabei ein Peer-Review-Verfahren (Begutachtung durch einen Wissenschaftler). Auf Grund dessen zählen die Veröffentlichungen als wissenschaftliche Veröffentlichungen und können im wissenschaftlichen Umfeld zitiert werden. Die Junge Wissenschaft wird von wissenschaftlichen Datenbanken ausgewertet.
Der Bundeswettbewerb 2010 wurde durch einen VideoLog, erstellt von Journalistikstudenten des Instituts für Journalistik in Dortmund, ausführlich dokumentiert. Die Filme wurden auf YouTube eingestellt.

## Netzwerk für ehemalige Teilnehmer
Das Deutsche Jungforschernetzwerk – juFORUM e. V. wurde im Jahr 2000 von zwölf Teilnehmern des Bundeswettbewerbs Jugend forscht, die über den Wettbewerb hinaus in Kontakt bleiben wollten, gegründet. Wenngleich sich der deutschlandweit aktive, gemeinnützige Verein nicht als reines Netzwerk für ehemalige Jugend forscht-Teilnehmer versteht, sondern allen naturwissenschaftlich-technisch interessierten jungen Menschen offensteht, finden sich unter den Mitgliedern des Vereins einige ehemalige Jugend forscht-Teilnehmer. Regelmäßig organisiert das Deutsche Jungforschernetzwerk Landeswettbewerbsnachtreffen für Jugend forscht-Teilnehmer.

## Bundeswettbewerbe
| Jahr | Ort                                                   | Patenfirma                                                |
| ---- | ----------------------------------------------------- | --------------------------------------------------------- |
| 1966 | Hamburg                                               | stern                                                     |
| 1967 | Frankfurt                                             | Hoechst                                                   |
| 1968 | Frankfurt                                             | Hoechst                                                   |
| 1969 | Wolfsburg                                             | Volkswagen                                                |
| 1970 | Leverkusen                                            | Bayer                                                     |
| 1971 | Ludwigshafen                                          | BASF                                                      |
| 1972 | München                                               | IBM                                                       |
| 1973 | Paderborn                                             | Nixdorf                                                   |
| 1974 | Stuttgart                                             | Daimler-Benz                                              |
| 1975 | Hamburg                                               | Verband Deutscher Papierfabriken e. V.                    |
| 1976 | München                                               | Siemens                                                   |
| 1977 | Berlin                                                | IBM                                                       |
| 1978 | Paderborn                                             | Nixdorf                                                   |
| 1979 | Leverkusen                                            | Bayer                                                     |
| 1980 | Berlin                                                | AEG-Telefunken                                            |
| 1981 | Schwalbach                                            | VDO                                                       |
| 1982 | ?                                                     | ?                                                         |
| 1983 | Bitburg                                               | Bitburger Brauerei                                        |
| 1984 | Augsburg                                              | M.A.N.                                                    |
| 1985 | Berlin (West)                                         | IBM                                                       |
| 1986 | Saarlouis                                             | Ford-Werke                                                |
| 1987 | Dortmund                                              | Hoesch AG                                                 |
| 1988 | Friedrichshafen                                       | MTU Friedrichshafen                                       |
| 1989 | Darmstadt                                             | Merck                                                     |
| 1990 | Hamburg                                               | IBM                                                       |
| 1991 | Würzburg                                              | Bayerische Vereinsbank                                    |
| 1992 | Duisburg                                              | Thyssen                                                   |
| 1993 | Bitburg                                               | Bitburger                                                 |
| 1994 | Magdeburg                                             | SKET                                                      |
| 1995 | Hamburg                                               | stern                                                     |
| 1996 | Frankfurt am Main                                     | IZE                                                       |
| 1997 | Berlin                                                | Siemens                                                   |
| 1998 | München                                               | BMW                                                       |
| 1999 | Leverkusen                                            | Bayer                                                     |
| 2000 | Paderborn                                             | Heinz Nixdorf MuseumsForum                                |
| 2001 | Chemnitz                                              | IN-TEC                                                    |
| 2002 | Darmstadt                                             | Merck                                                     |
| 2003 | Ludwigshafen am Rhein                                 | BASF                                                      |
| 2004 | Saarbrücken                                           | Universität des Saarlandes & Unternehmensverband Saarland |
| 2005 | Dortmund                                              | DASA                                                      |
| 2006 | Freiburg im Breisgau                                  | SICK AG                                                   |
| 2007 | Hamburg                                               | Beiersdorf AG                                             |
| 2008 | Bremerhaven                                           | Unternehmensverbände im Lande Bremen e. V.                |
| 2009 | Osnabrück                                             | Deutsche Bundesstiftung Umwelt (DBU)                      |
| 2010 | Essen                                                 | ThyssenKrupp                                              |
| 2011 | Kiel                                                  | Forschungsforum Schleswig-Holstein e. V.                  |
| 2012 | Erfurt                                                | STIFT AG                                                  |
| 2013 | Leverkusen                                            | Bayer                                                     |
| 2014 | Künzelsau                                             | Würth                                                     |
| 2015 | Ludwigshafen am Rhein                                 | BASF                                                      |
| 2016 | Paderborn                                             | Heinz Nixdorf MuseumsForum                                |
| 2017 | Erlangen                                              | Siemens AG                                                |
| 2018 | Darmstadt                                             | Merck                                                     |
| 2019 | Chemnitz                                              | Fraunhofer IWU                                            |
| 2020 | Bremen – abgesagt                                     | Unternehmensverbände im Lande Bremen e. V.                |
| 2021 | Onlineveranstaltung (sollte in Heilbronn stattfinden) | Experimenta                                               |
| 2022 | Lübeck                                                | Forschungsforum Schleswig-Holstein e. V.                  |
| 2023 | Bremen                                                | Unternehmensverbände im Lande Bremen e. V.                |
| 2024 | Heilbronn                                             | Experimenta                                               |
| 2025 | Hamburg                                               | Universität der Bundeswehr Hamburg                        |

## Erfolgreiche Ehemalige
- Gisela Anton, Physikerin. Bundessiegerin Physik 1975 mit dem Thema „Berechnung stabiler Schwimmlagen homogener Körper mit quadratischem Querschnitt mit Hilfe elementarer mathematischer Methoden“[28]
- Andreas von Bechtolsheim, Informatiker und Unternehmer. Bundessieger Physik 1974 mit dem Thema „Genaue Strömungsmessung durch Ultraschall“[29]
- Katrin Ellermann, Ingenieurwissenschaftlerin und Universitätsprofessorin für Mechanik. Bundeswettbewerbsteilnehmerin im Fachgebiet Technik 1992 mit dem Thema „Das Ende der Drei-Groschen-Oper?“ (Phreaking von Telefonkarten)[30]
- Lutz Hein, Mediziner und Pharmakologe. Bundessieger Biologie 1980 mit dem Thema „Messung des Transpirationsstromes von Bäumen mit einem Dendrometer“[31]
- Ulla Lohmann, Fotojournalistin und Dokumentarfilmerin. Bundessiegerin Geo- und Raumwissenschaften 1996 mit einem Projekt zu Sclerocephalus haeuseri[32]
- Gernot Münster, theoretischer Physiker. Bundessieger Physik 1972 mit einer mathematischen Beschreibung des Übergangs der klassischen Physik zur Quantenphysik[30]
- Jürgen Richter-Gebert, Professor für Mathematik. Bundeswettbewerbsteilnehmer 1979 und 1980.[30]
- Peter Ruzicka, Komponist, Dirigent und Intendant. Bundessieger Physik 1968[33]
- Volker Sommer, Anthropologe und Professor für Evolutionäre Anthropologie. Bundessieger Biologie 1973 mit einer Arbeit über das Sozialverhalten von Schmetterlingsraupen[34]
- Roland Speicher, Mathematik-Professor. Bundessieger Mathematik/Informatik 1979 mit dem Thema „Untersuchungen über magische n-Dimenser“[35]
- Oliver Trapp, Chemie-Professor, Bundessieger Chemie 1992 mit dem Thema Untersuchung der Wirkung eines Komplexbildners auf Hefe[36]
- Günter Ziegler, Mathematiker. Bundessieger Mathematik/Informatik 1982 mit dem Thema Vierfarbige Probleme. Nachbargebiete und Kartenfärbung in drei und mehr Dimensionen[37]

## Philatelistische Würdigung
Anlässlich des 50-jährigen Jubiläums der Wettbewerbsgründung gab die Deutsche Post mit Ausgabedatum 11. Juni 2015 ein Sonderpostwertzeichen im Wert von 62 Cent heraus. Der Entwurf der Briefmarke stammt vom Grafiker Matthias Beyrow aus Berlin. Schon 1974 gab es eine Briefmarke der Deutschen Bundespost im Wert von 70 Pfennig.

## Ähnliche Wettbewerbe in anderen Ländern
- Schweizer Jugend forscht
- Messe der Meister von Morgen (DDR)
- Science Fair (englischer Sprachraum)
- Intel ISEF (USA)
- Beijing Youth Science Creation Competition (Volksrepublik China)